# Selecció de futbol de Cuba
La Selecció de futbol de Cuba és la representant nacional d'aquest país en la competicions oficials de futbol. És controlada per l'Associació de Futbol de Cuba, pertanyent a la CONCACAF. Habitualment, la seu que utilitza pels partits com a local és l'Estadi Pedro Marrero de l'Havana.

## Participacions en la Copa del Món
Cuba ostenta el privilegi de ser el primer país del Carib que ha arribat a la fase final del Mundial, ja que es va classificar pel Mundial de França de 1938, on va aconseguir jugar els quarts de final. Mai més ha participat en un Mundial des d'aquella gesta.

### Resum d'actuacions
| Historial a la Copa del Món | Historial a la Copa del Món    | Historial a la Copa del Món    | Historial a la Copa del Món    | Historial a la Copa del Món    | Historial a la Copa del Món    | Historial a la Copa del Món    | Historial a la Copa del Món    | Historial a la Copa del Món    |
| Edició                      | Ronda                          | Posició                        | PJ                             | PG                             | PE                             | PP                             | GF                             | GC                             |
| --------------------------- | ------------------------------ | ------------------------------ | ------------------------------ | ------------------------------ | ------------------------------ | ------------------------------ | ------------------------------ | ------------------------------ |
| 1930                        | No hi participà                | No hi participà                | No hi participà                | No hi participà                | No hi participà                | No hi participà                | No hi participà                | No hi participà                |
| 1934                        | No es classificà               | No es classificà               | No es classificà               | No es classificà               | No es classificà               | No es classificà               | No es classificà               | No es classificà               |
| 1938                        | Quarts de final                | 8s                             | 3                              | 1                              | 1                              | 1                              | 5                              | 12                             |
| 1950                        | No es classificà               | No es classificà               | No es classificà               | No es classificà               | No es classificà               | No es classificà               | No es classificà               | No es classificà               |
| 1954                        | No li acceptaren la inscripció | No li acceptaren la inscripció | No li acceptaren la inscripció | No li acceptaren la inscripció | No li acceptaren la inscripció | No li acceptaren la inscripció | No li acceptaren la inscripció | No li acceptaren la inscripció |
| 1958                        | No hi participà                | No hi participà                | No hi participà                | No hi participà                | No hi participà                | No hi participà                | No hi participà                | No hi participà                |
| 1962                        | No hi participà                | No hi participà                | No hi participà                | No hi participà                | No hi participà                | No hi participà                | No hi participà                | No hi participà                |
| 1966                        | No es classificà               | No es classificà               | No es classificà               | No es classificà               | No es classificà               | No es classificà               | No es classificà               | No es classificà               |
| 1970                        | No li acceptaren la inscripció | No li acceptaren la inscripció | No li acceptaren la inscripció | No li acceptaren la inscripció | No li acceptaren la inscripció | No li acceptaren la inscripció | No li acceptaren la inscripció | No li acceptaren la inscripció |
| 1974                        | No hi participà                | No hi participà                | No hi participà                | No hi participà                | No hi participà                | No hi participà                | No hi participà                | No hi participà                |
| 1978                        | No es classificà               | No es classificà               | No es classificà               | No es classificà               | No es classificà               | No es classificà               | No es classificà               | No es classificà               |
| 1982                        | No es classificà               | No es classificà               | No es classificà               | No es classificà               | No es classificà               | No es classificà               | No es classificà               | No es classificà               |
| 1986                        | No hi participà                | No hi participà                | No hi participà                | No hi participà                | No hi participà                | No hi participà                | No hi participà                | No hi participà                |
| 1990                        | No es classificà               | No es classificà               | No es classificà               | No es classificà               | No es classificà               | No es classificà               | No es classificà               | No es classificà               |
| 1994                        | Abandonà                       | Abandonà                       | Abandonà                       | Abandonà                       | Abandonà                       | Abandonà                       | Abandonà                       | Abandonà                       |
| 1998                        | No es classificà               | No es classificà               | No es classificà               | No es classificà               | No es classificà               | No es classificà               | No es classificà               | No es classificà               |
| 2002                        | No es classificà               | No es classificà               | No es classificà               | No es classificà               | No es classificà               | No es classificà               | No es classificà               | No es classificà               |
| 2006                        | No es classificà               | No es classificà               | No es classificà               | No es classificà               | No es classificà               | No es classificà               | No es classificà               | No es classificà               |
| 2010                        | No es classificà               | No es classificà               | No es classificà               | No es classificà               | No es classificà               | No es classificà               | No es classificà               | No es classificà               |
| 2014                        | No es classificà               | No es classificà               | No es classificà               | No es classificà               | No es classificà               | No es classificà               | No es classificà               | No es classificà               |
| 2018                        | No es classificà               | No es classificà               | No es classificà               | No es classificà               | No es classificà               | No es classificà               | No es classificà               | No es classificà               |
| 2022                        | Pendent                        | Pendent                        | Pendent                        | Pendent                        | Pendent                        | Pendent                        | Pendent                        | Pendent                        |
| 2026                        | Pendent                        | Pendent                        | Pendent                        | Pendent                        | Pendent                        | Pendent                        | Pendent                        | Pendent                        |
| Total                       | Quarts de final                | Quarts de final                | 3                              | 1                              | 1                              | 1                              | 5                              | 12                             |

### França 1938

#### Vuitens de final
| Cuba                            | 3–3 (pr.) | Romania                               |
| ------------------------------- | --------- | ------------------------------------- |
| Socorro 44', 103' · Magriñá 69' | Informe   | Bindea 35' · Barátky 88' · Dobay 105' |

| Cuba                        | 2–1     | Romania   |
| --------------------------- | ------- | --------- |
| Socorro 51' · Fernández 57' | Informe | Dobay 35' |

#### Quarts de final
| Suècia                                                                          | 8–0    | Cuba |
| ------------------------------------------------------------------------------- | ------ | ---- |
| H. Andersson 9', 81', 89' · Wetterström 22', 37', 44' · Keller 80' · Nyberg 84' | Report |      |

## Participacions en els Jocs Olímpics
També cal destacar que els cubans s'han classificat en dues ocasions pels Jocs Olímpics, el 1976 i el 1980 (on van arribar quarts de final).

## Altres campionats
L'any 2013, la selecció sub-20 aconsegueix per primera vegada passar al mundial de la categoria (Turquia 2013) mentre que la selecció sub-17 ha participat dues vegades als mundials d'aquesta categoria en 1989 i 1991.
Encara que el futbol no és un esport tradicional (sent el més popular el beisbol), en els últims anys hi ha hagut una notable millora en aquest àmbit. Cuba ha aconseguit obtenir el segon lloc en la Copa del Carib els anys 1996, 1999 i 2005, i ha guanyat l'edició del 2012.
A nivell amateur Cuba ha guanyat en 5 ocasions el mundial als Jocs Centreamericans i del Carib (1930, 1970, 1974, 1978 i 1986). A més va aconseguir la plata als Jocs Panamericans de 1979 i el bronze en 2 ocasions: 1971 i 1991.